# Bora Bora
Bora Bora (en tahitià, Porapora) és una illa del grup de Sotavent de les illes de la Societat a la Polinèsia Francesa, a 280 km al nord-oest de Tahití. És una illa volcànica encerclada per una ampla llacuna protegida per esculls. Bora Bora té una superfície total de 30,55 km². L'illa principal, situada a uns 230 Km al nord-oest de Papeete, està envoltada per una llacuna i un escull de corall. Al centre de l'illa hi ha les restes d'un volcà extingit, que s'eleva a dos cims, el mont Pahia i el mont Otemanu. El punt més alt es troba a 727 m. Bora Bora forma part de la Comuna de Bora-Bora, que també inclou l'atol de Tūpai. Les principals llengües que es parlen a Bora Bora són el tahitià i el francès.
En la llengua tahitiana no existeix la lletra «b». El canvi de Porapora a Bora Bora es deu a la mala transcripció del capità Cook. Originàriament significa «la primera nascuda», i les llegendes expliquen que va ser la primera illa a emergir de les aigües. Altres nom històrics són Vava’u i San Pedro.

## Geografia
Bora Bora és una illa petita de 38 km2. És formada per una muntanya basàltica de 727 m, la muntanya Otemanu, nom que significa «ocell». La muntanya està envoltada d'una llacuna protegida per un llarg anell coral·lí amb illots de sorra (Tevairoa, Motu One, Motu Mute, Motu Piti Aau) només trencats pel pas de Teavanui. La vila principal, Vaitape, és davant el pas de Teavanui. A l'illot de Motu Mute hi ha l'aeroport, a 20 minuts en barca des de Vaitape.
L'illa és el producte d'erupcions volcàniques de fa quatre milions d'anys. Després s'ha anat esfondrant lentament mentre ha anat creixent al seu voltant l'escull coral·lí. Sovint es posa com a exemple del procés de formació dels atols, tenint avui tant les característiques d'una illa volcànica com d'un atol a mig formar.

## Divisió
L'any 2007 la població era de 8.927 habitants distribuïts en tres comunes associades:
- Nunue: 4.927 habitants (en 2007). Inclou l'atol de Tupai amb 2 habitants.
- Faanui: 2.272 habitants (en 2007)
- Anau: 1.728 habitants (en 2007)

La vila principal és Vaitape. Són llengües oficials el francès i el tahitià, també anomenat «reo mā’ohi». L'anglès també es parla àmpliament.

### Clima
Els mesos de novembre a abril són càlids i humits amb molts dies assolellats. Els mesos de juny a octubre són una mica més frescos i secs degut als vents alisis.

### Economia
Els productes de l'illa es limiten a la pesca i els cocoters. Avui l'economia es basa en el sector turístic, sobretot dels Estats Units i del Japó. Entre altres activitats es pot fer submarinisme a la llacuna on hi ha taurons i rajades.

## Història
Els polinesis s'hi van instal·lar probablement al segle iv. L'antic nom de Vava’u suggereix que provenien de l'arxipèlag del mateix nom a les Tonga. Els habitants guerrers eren temuts a les illes veïnes, i els seus caps van mantenir la independència fins a l'annexió per França el 1881. Abans, el 1842, s'havia establert el protectorat francès.
Va ser vista pel neerlandès Jacob Roggeveen el 1722, després el 1768, pel francès Louis Antoine de Bougainville, i explorada per l'anglès James Cook. L'espanyol Domingo Boenechea, el 1775,l'anomenà San Pedro.
A la Segona Guerra Mundial l'illa va ser escollida pels nord-americans com a base de subministrament. El 1942 hi desembarcaren 5.000 soldats, superant la població illenca, i van construir un aeroport, defenses d'artilleria i dipòsits de combustible. No es va produir cap combat a Bora Bora, i la base va ser tancada el 1946. Alguns soldats van haver de ser repatriats a la força. L'aeroport militar va ser l'únic aeroport internacional de la Polinèsia Francesa fins a la construcció del de Faaa a Tahití el 1962.